# دریک وکس
دِریک وَکس (انگلیسی: Derek Wax) فیلم‌نامه‌نویس، مدیر اجرایی تولید و تهیه‌کننده تلویزیونی اهل بریتانیا است.
از فیلم‌ها یا مجموعه‌های تلویزیونی که وی در آن‌ها نقش داشته است، می‌توان به  هیومنز و ساعت اشاره نمود.